# Retiro (Chile)
Retiro – miasto w Chile, w regionie Maule, w prowincji Linares.